# Leylah Fernandez
Leylah Annie Fernandez, (Montréal, Kanada, 2002. szeptember 6. –) junior Grand Slam-tornagyőztes, kanadai hivatásos teniszezőnő, olimpikon.
2019 óta tartó profi pályafutása során egyéniben négy WTA- és egy ITF-tornagyőzelmet aratott, párosban két ITF-tornagyőzelmet szerzett. Legjobb világranglista helyezése egyéniben a 13. hely, amelyre 2022. augusztus 8-án került, párosban a 17. hely, amelyet 2023. október 23-án ért el.
A junior lányok között megnyerte a 2019-es Roland Garrost, korábban ugyanezen év elején döntőt játszott a 2019-es Australian Openen. Felnőtt Grand Slam-tornákon a legjobb egyéni eredményét a 2021-es US Openen érte el, ahol Ószaka Naomi, Angelique Kerber, Elina Szvitolina, majd Arina Szabalenka legyőzése után a döntőbe jutott. Ezzel az eredményével a világranglista legjobb 30 versenyzője közé került. Párosban a 2023-as Roland Garroson döntőt játszott.
A 2020-as olimpiai játékokon női egyesben képviselte Kanadát, és a 2. körig jutott. 2019 óta Kanada Billie Jean King-kupa-válogatottjának tagja.
Édesapja ecuadori származású, édesanyja kanadai filippinó. Floridában élnek.

## Junior Grand Slam döntői

### Egyéni

#### Győzelmek (1)
| Év   | Bajnokság     | Borítás | Ellenfél     | Eredmény |
| ---- | ------------- | ------- | ------------ | -------- |
| 2019 | Roland Garros | Salak   | Emma Navarro | 6–3, 6–2 |

#### Elveszített döntői (1)
| Év   | Bajnokság       | Borítás | Ellenfél     | Eredmény |
| ---- | --------------- | ------- | ------------ | -------- |
| 2019 | Australian Open | Kemény  | Clara Tauson | 4–6, 3–6 |

## Grand Slam döntői

### Egyéni

#### Elveszített döntői (1)
| Év   | Bajnokság | Borítás | Ellenfél      | Eredmény |
| ---- | --------- | ------- | ------------- | -------- |
| 2021 | US Open   | Kemény  | Emma Raducanu | 4–6, 3–6 |

### Páros

#### Elveszített döntői (1)
| Év   | Bajnokság     | Borítás | Partner         | Ellenfél                   | Eredmény         |
| ---- | ------------- | ------- | --------------- | -------------------------- | ---------------- |
| 2023 | Roland Garros | Salak   | Taylor Townsend | Hszie Su-vej Vang Hszin-jü | 6–1, 6–7(5), 1–6 |

## WTA-döntői

### Egyéni

#### Győzelmei (4)
| Összesítés            |                               |
| Grand Slam-torna (0)  |                               |
| Premier Mandatory (0) | WTA 1000 (mandatory)* (0)     |
| Premier Five (0)      | WTA 1000 (non-mandatory)* (0) |
| Premier (0)           | WTA 500* (1)                  |
| International (0)     | WTA 250* (3)                  |

*2021-től megváltozott a tornák kategóriáinak elnevezése.
|    | Dátum             | Torna                       | Borítás | Ellenfél a döntőben | Eredmény a döntőben | Eredmény a döntőben |
| 1. | 2021. március 21. | Monterrey Open, Monterrey   | Kemény  | Viktorija Golubic   | 6–1, 6–4            |                     |
| 2. | 2022. március 6.  | Monterrey Open, Monterrey   | Kemény  | Camila Osorio       | 6–7(5), 6–4, 7–6(3) |                     |
| 3. | 2023. október 15. | Hong Kong Open, Hongkong    | Kemény  | Kateřina Siniaková  | 3–6, 6–4, 6–4       |                     |
| 4. | 2025. július 27.  | Washington Open, Washington | Kemény  | Anna Kalinszkaja    | 6–1, 6–2            |                     |

#### Elveszített döntői (3)
|    | Dátum                | Torna                                | Borítás | Ellenfél a döntőben | Eredmény a döntőben | Eredmény a döntőben |
| 1. | 2020. február 29.    | Abierto Mexicano Telcel, Acapulco    | Salak   | Heather Watson      | 4–6, 7–6(8), 1–6    |                     |
| 2. | 2021. szeptember 11. | US Open, New York                    | Kemény  | Emma Raducanu       | 4–6, 3–6            | részletek           |
| 3. | 2024. június 29.     | Eastbourne International, Eastbourne | Fű      | Darja Kaszatkina    | 3–6, 4–6            |                     |

### Páros

#### Elveszített döntői (4)
| Összesítés                   |
| Grand Slam-torna (0)         |
| WTA 1000 (kötelező)* (0)     |
| WTA 1000 (nem kötelező)* (0) |
| WTA 500* (0)                 |
| WTA 250* (0)                 |

|    | Dátum               | Torna                       | Borítás | Partner               | Ellenfél a döntőben          | Eredmény a döntőben | Eredmény a döntőben |
| 1. | 2023. január 7.     | Auckland Open, Auckland     | Kemény  | Bethanie Mattek-Sands | Kato Miju Aldila Sutjiadi    | 6–1, 5–7 [4–10]     |                     |
| 2. | 2023. április 9.    | Miami Open, Miami           | Kemény  | Taylor Townsend       | Cori Gauff Jessica Pegula    | 6–7(6), 2–6         |                     |
| 3. | 2023. június 11.    | Roland Garros, Párizs       | Kemény  | Taylor Townsend       | Hszie Su-vej Vang Hszin-jü   | 6–1, 6–7(5), 1–6    | részletek           |
| 4. | 2024. augusztus 19. | Cincinnati Open, Cincinnati | Kemény  | Julija Putyinceva     | Asia Muhammad Erin Routliffe | 6–3, 1–6, [4–10]    |                     |

## WTA 125K-döntői

### Páros

#### Elveszített döntői (1)
| No. | Dátum          | Torna               | Borítás | Partner  | Ellenfél a döntőben              | Eredmény a döntőben |
| 1.  | 2025. május 3. | Catalonia Open, Vic | Salak   | Lulu Sun | Bianca Andreescu Aldila Sutjiadi | 2–6, 4–6            |

## ITF döntői

### Egyéni: 3 (1–2)
| Díjazás        |
| -------------- |
| $100,000 torna |
| $80,000 torna  |
| $60,000 torna  |
| $25,000 torna  |
| $15,000 torna  |

| Borításonként |
| ------------- |
| Kemény (1–2)  |
| Salak (0–0)   |
| Fű (0–0)      |
| Szőnyeg (0–0) |

| Eredmény | Gy–V | Dátum             | Torna                        | Borítás | Ellenfél           | Eredmény      |
| -------- | ---- | ----------------- | ---------------------------- | ------- | ------------------ | ------------- |
| Győztes  | 1–0  | 2019. július 21   | ITF Gatineau, Kanada         | Kemény  | Carson Branstine   | 3–6, 6–1, 6–2 |
| Döntős   | 1–1  | 2019. július 28.  | Challenger de Granby, Kanada | Kemény  | Lizette Cabrera    | 1–6, 4–6      |
| Döntős   | 1–2  | 2019. október 20. | ITF Waco, Egyesült Államok   | Kemény  | Fernanda Contreras | 3–6, 6–2, 1–6 |

### Páros: 4 (2–2)
| Eredmény | Gy–V | Dátum             | Torna                          | Borítás    | Partner                | Ellenfelek                                   | Eredmény         |
| -------- | ---- | ----------------- | ------------------------------ | ---------- | ---------------------- | -------------------------------------------- | ---------------- |
| Győztes  | 1–0  | 2019. július 21.  | ITF Gatineau, Kanada           | Kemény     | Rebecca Marino         | Hsu Chieh-yu Marcela Zacarias                | 7–6 (5), 6–3     |
| Győztes  | 2–0  | 2019. október 26. | Challenger de Saguenay, Kanada | Kemény (f) | Mélodie Collard        | Samantha Murray Sharan Bibiane Schoofs       | 7–6(3), 6–2      |
| Döntős   | 2–1  | 2019. november 2. | Tevlin Challenger, Kanada      | Kemény (f) | Mélodie Collard        | Robin Anderson Jessika Ponchet               | 6–7(7), 2–6      |
| Döntős   | 2–2  | 2020. október 25. | ITF Sharm El Sheikh, Egyiptom  | Kemény     | Bianca Jolie Fernandez | Veronyika Pepeljajeva Anasztaszija Tyihonova | 6–4, 3–6, [6–10] |

## Eredményei Grand Slam-tornákon

### Egyéni
| Grand Slam | Australian Open | Australian Open | Roland Garros | Roland Garros    | Wimbledon | Wimbledon          | US Open  | US Open               |
| Év         | Eredmény        | Utolsó ellenfél | Eredmény      | Utolsó ellenfél  | Eredmény  | Utolsó ellenfél    | Eredmény | Utolsó ellenfél       |
| 2020       | 1. kör          | Lauren Davis    | 3. kör        | Petra Kvitová    | elmaradt  | elmaradt           | 2. kör   | Sofia Kenin           |
| 2021       | 1. kör          | Elise Mertens   | 2. kör        | Madison Keys     | 1. kör    | Jeļena Ostapenko   | Döntő    | Emma Raducanu         |
| 2022       | 1. kör          | Maddison Inglis | Negyeddöntő   | Martina Trevisan | –         | –                  | 2. kör   | Ljudmila Szamszonova  |
| 2023       | 2. kör          | Caroline Garcia | 2. kör        | Clara Tauson     | 2. kör    | Caroline Garcia    | 1. kör   | J Alekszandrova       |
| 2024       | 2. kör          | Alycia Parks    | 3. kör        | Unsz Dzsábir     | 2. kör    | Caroline Wozniacki | 1. kör   | Anasztaszija Potapova |
| 2025       | 3. kör          | Cori Gauff      | 1. kör        | Olga Danilović   | 2. kör    | Laura Siegemund    |          |                       |

### Páros
| Grand Slam | Australian Open         | Australian Open                    | Roland Garros             | Roland Garros                         | Wimbledon                    | Wimbledon                          | US Open                     | US Open                           |
| Év         | Eredmény Partner        | Utolsó ellenfél                    | Eredmény Partner          | Utolsó ellenfél                       | Eredmény Partner             | Utolsó ellenfél                    | Eredmény Partner            | Utolsó ellenfél                   |
| 2020       | –                       | –                                  | 1. kör Diane Parry        | Nina Stojanović Jil Teichmann         | elmaradt                     | elmaradt                           | –                           | –                                 |
| 2021       | 3. kör Heather Watson   | Sharon Fichman Giuliana Olmos      | 3. kör Gabriela Dabrowski | Barbora Krejčíková Kateřina Siniaková | 1. kör Anasztaszija Potapova | Nagyija Kicsenok Raluca Olaru      | 3. kör Erin Routliffe       | Monica Nicuescu E-G Ruse          |
| 2022       | 1. kör Erin Routliffe   | Lizette Cabrera Priscilla Hon      | 2. kör Kirsten Flipkens   | V Kugyermetova Elise Mertens          | –                            | –                                  | 2. kör Daria Saville        | Gálfi Dalma Bernarda Pera         |
| 2023       | 1. kör B Mattek-Sands   | B Haddad Maia Csang Suaj           | Döntő Taylor Townsend     | Hszie Su-vej Vang Hszin-jü            | 2. kör Taylor Townsend       | Caroline Garcia Luisa Stefani      | Negyeddöntő Taylor Townsend | Gabriela Dabrowski Erin Routliffe |
| 2024       | –                       | –                                  | 3. kör Erin Routliffe     | Marta Kosztyuk E-G Ruse               | 3. kör Sibahara Ena          | Kateřina Siniaková Taylor Townsend | 1. kör Julija Putyinceva    | Gabriela Dabrowski Erin Routliffe |
| 2025       | 3. kör Nagyija Kicsenok | Kateřina Siniaková Taylor Townsend | 2. kör Julija Putyinceva  | Tereza Mihalíková Olivia Nicholls     | 1. kör Lulu Sun              | Asia Muhammad Demi Schuurs         |                             |                                   |

## Év végi világranglista-helyezései
| Év     | 2017 | 2018 | 2019 | 2020 | 2021 | 2022 | 2023 | 2024 |
| Egyéni | 728. | 487. | 209. | 88.  | 24.  | 40.  | 35.  | 31.  |
| Páros  | —    | 981. | 296. | 293. | 74.  | 76.  | 20.  | 32.  |

## Díjai, elismerései
- 2021: Billie Jean King-kupa Heart Award[4]